# Simur Mirzojev
Simur Mirzojev (ukrainska: Сімур Мірзоєв), född 12 mars 2005, är en ukrainsk taekwondoutövare. 

## Karriär
I december 2023 tog Mirzojev brons i 63 kg-klassen vid U21-EM i Bukarest. I maj 2024 tog han brons i 68 kg-klassen vid EM i Belgrad.